# Eila Pennanen
Säde Eila Talvikki Pennanen (8 februarie 1916, Tampere – 23 ianuarie 1994, Tampere) a fost o scriitoare, critică literară, eseistă și traducătoare finlandeză. Personalitate cheie implicată în dezvoltarea literaturii finlandeze, ea a publicat aproximativ douăzeci de romane și mai multe povestiri și piese de teatru. Ea a lucrat timp de 40 de ani pe post de critic literar și a scris eseuri pentru reviste. Pennanen a tradus o sută de cărți, a instruit traducători și a ținut prelegeri.

## Premii
Printre premiile primite se numără:
- 1965 - Premiul Aleksis Kivi
- 1971 - Premiul Mikael Agricola acordat de Fundația Culturală Finlandeză
- 1974 - Premiul Väinö Linna

## Cărți publicate (selecție)
- Ennen sotaa oli nuoruus (1942)
- Kaadetut pihlajat (1944)
- Proomu lähtee yöllä (1945)
- Pilvet vyöryvät (1947)
- Leda ja joutsen (1948)
- Kattoparveke (1950)
- Tornitalo (1952)
- Pyhä Birgitta (1954)
- Tunnussana ystävyys (1956)
- Pasianssi (1957)
- Valon lapset (1958)
- Kylmät kasvot (1960)
- Kaksin (1961)
- Mutta (1963)
- Tunnustelua (1965)
- Mongolit (r1966)
- Tilapää (1968)
- Pientä rakkautta (1969)
- Aurinkomatka (1970)
- Kiitos harhaluuloista (1970)
- Himmun rakkaudet (1971)
- Kultaiset leijonankäpälät (1971)
- Koreuden tähden (1972)
- Ruusuköynnös (1973)
- Naisen kunnia (1975)
- Kapakoitten maa (1977)
- Äiti ja poika (1977)
- Mies ja hänen kolme vaimoaan (1978)
- Äiti ja poika ja muita kuunnelmia (1979)
- Lapsuuden lupaus (1979)
- Se pieni ääni (1980)
- Naivistit (1982)
- Santalahden aika (1986)
- Kulmatalon perhe (1988)
- Luettuja, läheistä (1990)
- Tyttölapsi (1992)